# Huta Trzemeszeńska
Huta Trzemeszeńska – osada w Polsce położona w województwie wielkopolskim, w powiecie gnieźnieńskim, w gminie Trzemeszno, w sołectwie Niewolno.
W latach 1975–1998 miejscowość należała administracyjnie do województwa bydgoskiego.
Zobacz też: Pasieka